# Kim Jong-Ho
Kim Jong-Ho (en coreano: 김종호; 18 de julio de 1994) es un deportista surcoreano que compitió en tiro con arco, en la modalidad de arco compuesto. Ganó seis medallas en el Campeonato Mundial de Tiro con Arco al Aire Libre entre los años 2015 y 2021.

## Palmarés internacional
| Campeonato Mundial al Aire Libre | Campeonato Mundial al Aire Libre | Campeonato Mundial al Aire Libre | Campeonato Mundial al Aire Libre |
| Año                              | Lugar                            | Medalla                          | Prueba                           |
| -------------------------------- | -------------------------------- | -------------------------------- | -------------------------------- |
| 2015                             | Copenhague (Dinamarca)           | Medalla de oro                   | Equipo mixto                     |
| 2017                             | Ciudad de México (México)        | Medalla de oro                   | Equipo mixto                     |
| 2019                             | 's-Hertogenbosch (Países Bajos)  | Medalla de oro                   | Equipo                           |
| 2019                             | 's-Hertogenbosch (Países Bajos)  | Medalla de oro                   | Equipo mixto                     |
| 2019                             | 's-Hertogenbosch (Países Bajos)  | Medalla de bronce                | Individual                       |
| 2021                             | Yankton (Estados Unidos)         | Medalla de bronce                | Equipo mixto                     |